# Liste der Kulturdenkmäler in Diemelstadt
Die folgende Liste enthält die in der Denkmaltopographie ausgewiesenen Kulturdenkmäler auf dem Gebiet  der  Stadt Diemelstadt, Waldeck-Frankenberg, Hessen.
Hinweis: Die Reihenfolge der Denkmäler in dieser Liste orientiert sich zunächst an Stadtteilen und anschließend der Anschrift, alternativ ist sie auch nach der Bezeichnung oder der Bauzeit sortierbar.
Kulturdenkmäler werden fortlaufend im Denkmalverzeichnis des Landes Hessen durch das Landesamt für Denkmalpflege Hessen auf Basis des Hessischen Denkmalschutzgesetzes (HDSchG) geführt. Die Schutzwürdigkeit eines Kulturdenkmals hängt nicht von der Eintragung in das Denkmalverzeichnis des Landes Hessen oder der Veröffentlichung in der Denkmaltopographie ab.

Die Kulturdenkmäler von Diemelstadt sind in eigenen Listen der Stadtteile enthalten:
- Liste der Kulturdenkmäler in Ammenhausen
- Liste der Kulturdenkmäler in Dehausen
- Liste der Kulturdenkmäler in Helmighausen
- Liste der Kulturdenkmäler in Hesperinghausen
- Liste der Kulturdenkmäler in Neudorf (Diemelstadt)
- Liste der Kulturdenkmäler in Orpethal
- Liste der Kulturdenkmäler in Rhoden (Diemelstadt)
- Liste der Kulturdenkmäler in Wethen
- Liste der Kulturdenkmäler in Wrexen